# 圣玛丽德雷
圣玛丽德雷（法語：Sainte-Marie-de-Ré，發音：[sɛ̃t maʁi də ʁe]），法国西部城市，新阿基坦大区滨海夏朗德省的一个市镇，隶属于拉罗谢尔区，其市镇面积为9.84平方公里，2022年1月1日时人口数量为3,392人，在法国市镇中排名第3,325位（2022年）。
圣玛丽德雷位于滨海夏朗德省西北部的雷岛南端，濒临大西洋，是该岛人口最多的市镇。

## 地名来源
根据《西南报》一篇文章的论述，“Sainte-Marie”一名出自马利亚；“-de-Ré”这一后缀自1888年起成为当地官方名称的一部分。
法国大革命期间，当地曾相继更名为“La Pointe”和“Union”。

## 历史

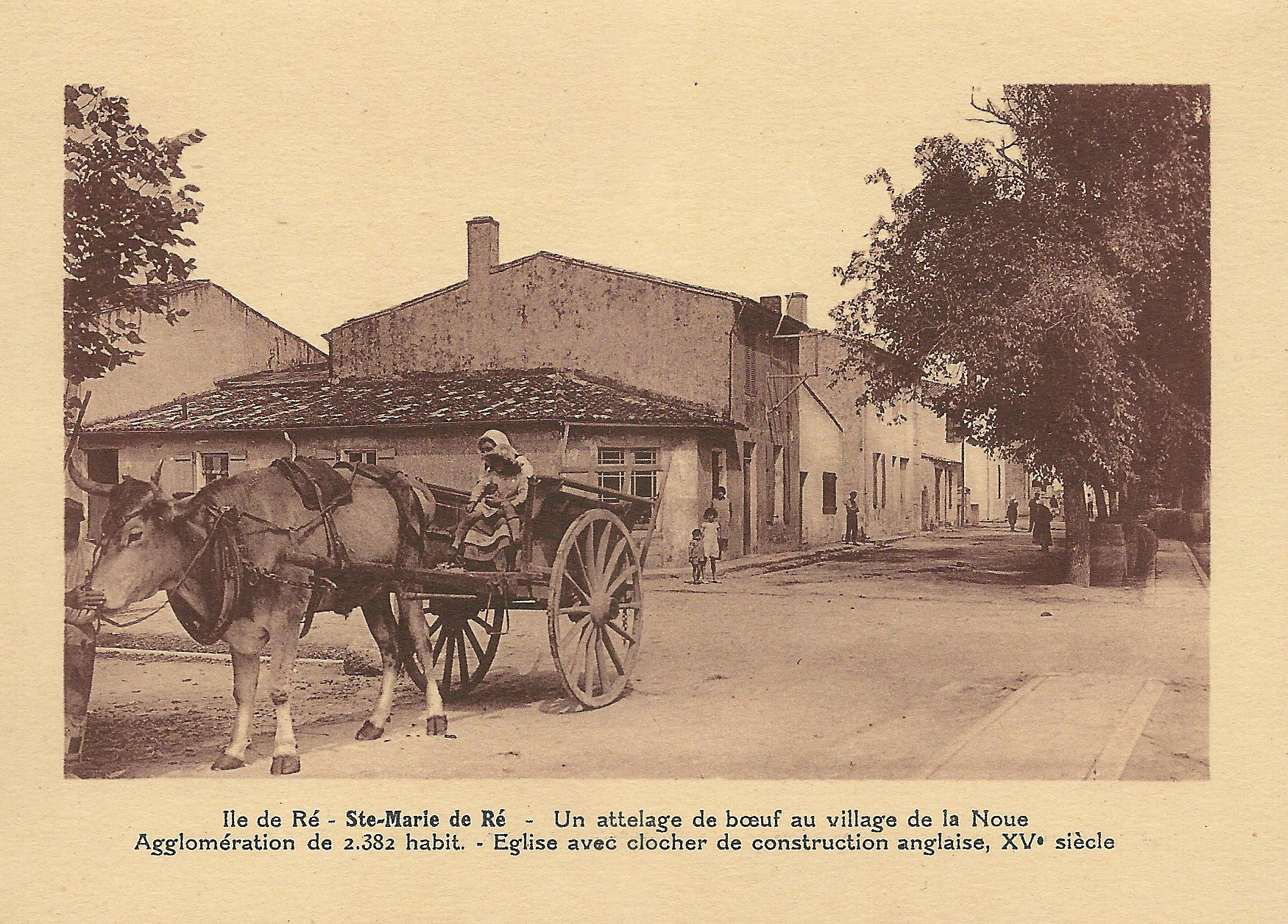
圣玛丽德雷（1936年）

圣玛丽德雷的早期历史尚不清楚。根据当地官方网站的论述，圣玛丽德雷始建于公元十二世纪，彼时当地建成了一座以“马丽亚”命名的教堂，其附近逐渐形成聚落。圣母升天教堂于1467年建成。法国大革命后，圣玛丽成为下夏朗德省（1941年更名为“滨海夏朗德省”）的一个市镇。十九世纪时，圣玛丽市镇范围内出现大片葡萄酒种植园。1928年，圣玛丽德雷东部的里沃杜普拉日被划出成为独立市镇。自二十世纪中期以来，得益于旅游业的发展，圣玛丽德雷人口数量逐年增加。

## 地理

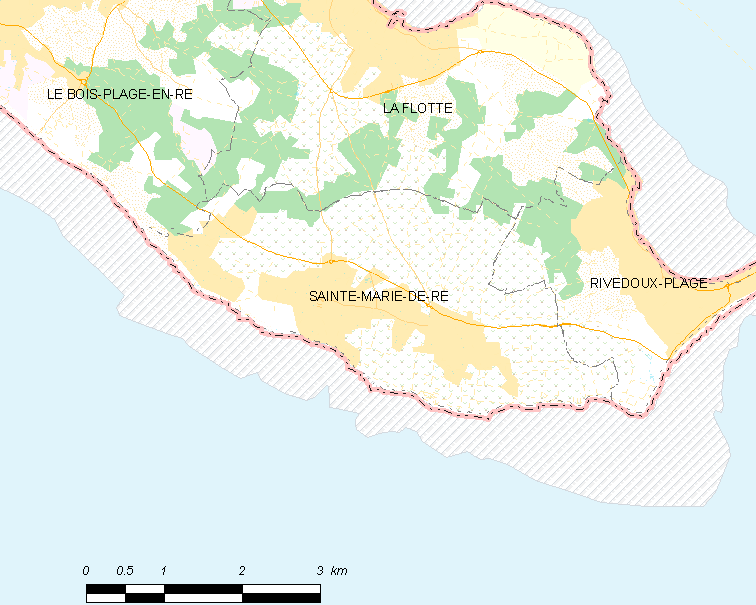
圣玛丽德雷市镇范围地图

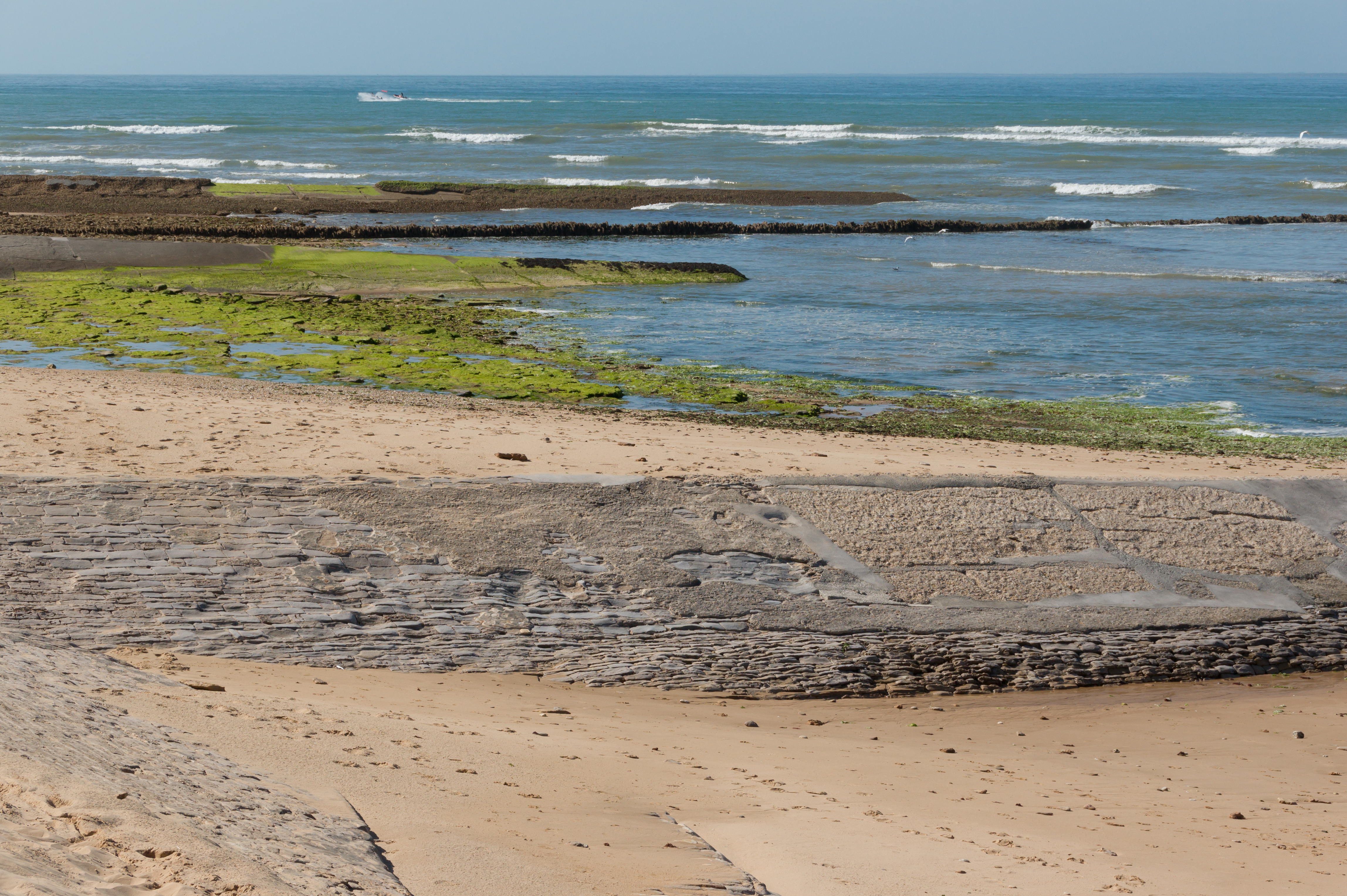
圣玛丽德雷境内的一处海滩

圣玛丽德雷位于法国西部，新阿基坦大区西北部和滨海夏朗德省西北部，距离省会拉罗谢尔大约16公里。与圣玛丽德雷陆地接壤的市镇包括勒布瓦普拉日昂雷、拉弗洛特和里沃杜普拉日。

### 地形
圣玛丽德雷位于雷岛南端腹地，境内以平原为主，市镇中心地势较为平坦，全境海拔在0到17米之间。

### 水文
圣玛丽德雷位于雷岛的南侧，其市镇南部沿海多为平缓的沙滩或滩涂，相邻的部分区域被开辟为野营地。

### 植被
圣玛丽德雷属于温带阔叶混交林区，林地散落分布于市镇范围内的多个区域，其市镇北部大片土地被开辟为葡萄酒种植园。
在鲜花城市的评比中，圣玛丽德雷暂未被评级。

### 自然灾害
圣玛丽德雷的地震危险度等级为3级，属于中等危险；氡辐射等级为1级，属于低危险。1982至2025年5月间，圣玛丽德雷境内共发生7次有记录的自然灾害，其中3次洪涝。

### 气候
圣玛丽德雷在柯本气候分类法中属于温带海洋性气候（Cfb）。

## 行政区划
圣玛丽德雷的市镇编号为17360，邮政编号为17740。
在行政管理方面，圣玛丽德雷隶属于法国新阿基坦大区滨海夏朗德省拉罗谢尔区；在地方选举方面，圣玛丽德雷隶属于雷岛县，其市镇范围全境被划入滨海夏朗德省第一选区；在社会管理方面，圣玛丽德雷是雷岛市镇公共社区的组成部分。
截至2025年6月，圣玛丽德雷市镇范围内暂无任何安全优先街区及城市政策优先街区。
法国国家统计与经济研究所（简称“INSEE”）在进行数据统计时，将圣玛丽德雷市镇单独设为圣玛丽德雷城市核心区（Unité urbaine de Sainte-Marie-de-Ré），并将包括圣玛丽德雷在内的周边共72个市镇划为拉罗谢尔城市辐射区。此外，INSEE还将圣玛丽德雷市镇整体看作一个“块区”（IRIS），以便于统计人口分布情况。

## 交通

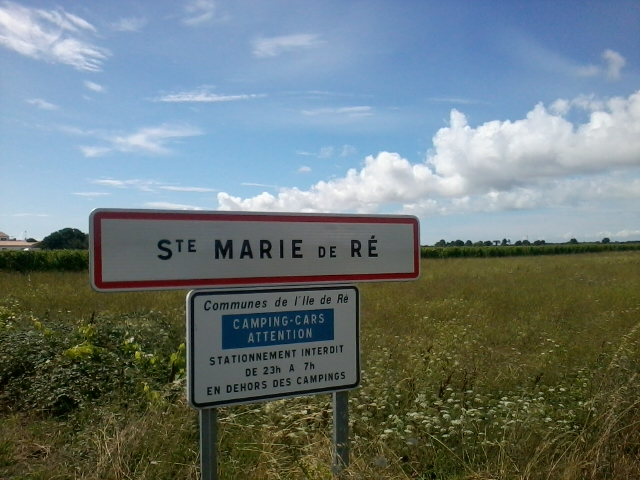
圣玛丽德雷的一处入城路牌

### 公路
滨海夏朗德省省道D103线、D201线和D201e1线在圣玛丽德雷境内交汇。新阿基坦大区下属的滨海夏朗德省城际客运150线、151线、152经停圣玛丽德雷，可通往拉罗谢尔及雷岛上的各市镇。
2021年，42.6%的圣玛丽德雷家庭拥有至少一辆私人汽车。2023年，圣玛丽德雷境内共发生各类交通事故1起，造成3人受伤，其中2人重伤。
| 33 | 75 |

| 7 | 61 |

| 付费 | 45 |

| 拉罗谢尔 | 17 |

### 铁路
圣玛丽德雷距离拉罗谢尔城站大约24公里，该站停靠直通巴黎的高速列车，往返于南特和波尔多一线的城际列车，以及前往普瓦捷、南特和桑特三个方向的区域列车。

### 航空
圣玛丽德雷距离拉罗谢尔机场的公路里程大约11公里。

### 城市公共交通
截至2025年6月，圣玛丽德雷暂无城市公共交通系统。

## 政治
圣玛丽德雷的现任市长为吉塞勒·韦尔尼翁女士（Gisèle VERGNON），她的党籍不详，在2020年的市政选举中获得了54.6%的支持率。
在2022年的法国总统大选的第二轮选举中，法国第25任总统埃马纽埃尔·马克龙在圣玛丽德雷获得了71.81%的支持率。

## 人口
2022年，圣玛丽德雷市镇人口数量为3,392，在法国排名第3,325位。其中男性1,610人，女性1,762人，75岁及以上人口占15.8%，外籍人口数量为57人，人口密度为345人/平方公里，当地居民被称为（男性）或（女性）。2015至2021年间，圣玛丽德雷的人口增长率为–0.0%。2022年，圣玛丽德雷境内出生17人，死亡人口38人。
| 圣玛丽德雷1901年－2022年人口变化情况 |
|                                      |
| 数据来源：Cassini、INSEE             |

## 经济
圣玛丽德雷是一个区域性的中心城市。INSEE于2020年将圣玛丽德雷划入拉罗谢尔就业区（Zone d'emploi de La Rochelle），并又于2022年将其划入拉弗洛特生活区（Bassin de vie de La Flotte）。截至2025年1月，圣玛丽德雷市镇范围内共有各类用人单位（包含自雇）1,269家，比上一年同期新增9家；（酒店接待）、（道路工程）及（零售）是当地2023年已公布营业额最高的三个企业，分别为9,651,494欧元、7,006,432欧元和3,446,362欧元。

## 财政与居民收入
2023年，圣玛丽德雷的财政收入总额为5,099,390欧元，财政支出总额为4,112,460欧元，当年的债务总额为3,762,740欧元。2023年，圣玛丽德雷市镇通过增值税获得93,870欧元的收入，此外当地还共获得了96,330欧元的国家直接财政补助。
| 圣玛丽德雷居民收入情况                           | 圣玛丽德雷居民收入情况 | 圣玛丽德雷居民收入情况 | 圣玛丽德雷居民收入情况 |
| 内容                                             | 圣玛丽德雷             | 滨海夏朗德省           | 法國                   |
| ------------------------------------------------ | ---------------------- | ---------------------- | ---------------------- |
| 居民平均时薪                                     | 20.3欧元（2022年）     | 14.8欧元（2022年）     | 17欧元（2022年）       |
| 高级职员人均时薪                                 | 36.2欧元（2022年）     | 26欧元（2022年）       | 29.1欧元（2022年）     |
| 中级职员人均时薪                                 | 19.2欧元（2022年）     | 15.9欧元（2022年）     | 16.6欧元（2022年）     |
| 普通职员人均时薪                                 | 12.0欧元（2022年）     | 11.8欧元（2022年）     | 12.1欧元（2022年）     |
| 工人人均时薪                                     | 12.2欧元（2022年）     | 12.2欧元（2022年）     | 12.5欧元（2022年）     |
| 贫困率                                           | 8%（2021年）           | 12.5%（2021年）        | 14.5%（2021年）        |
| 青壮年（15至64岁）失业率                         | 8.8%（2021年）         | 12.3%（2021年）        | 10.4%（2021年）        |
| 家庭总数                                         | 1,667（2022年）        | 671（2022年）          | 1,160（2022年）        |
| 征税家庭数量占比                                 | 60.1%（2023年）        | 50.8%（2022年）        | 44.8%（2022年）        |
| 家庭年均纳税                                     | 6,543欧元（2023年）    | 2,980欧元（2022年）    | 4,481欧元（2022年）    |
| 资料来源：INSEE、L'Internaute、Le Journal du Net |                        |                        |                        |

## 社会事务

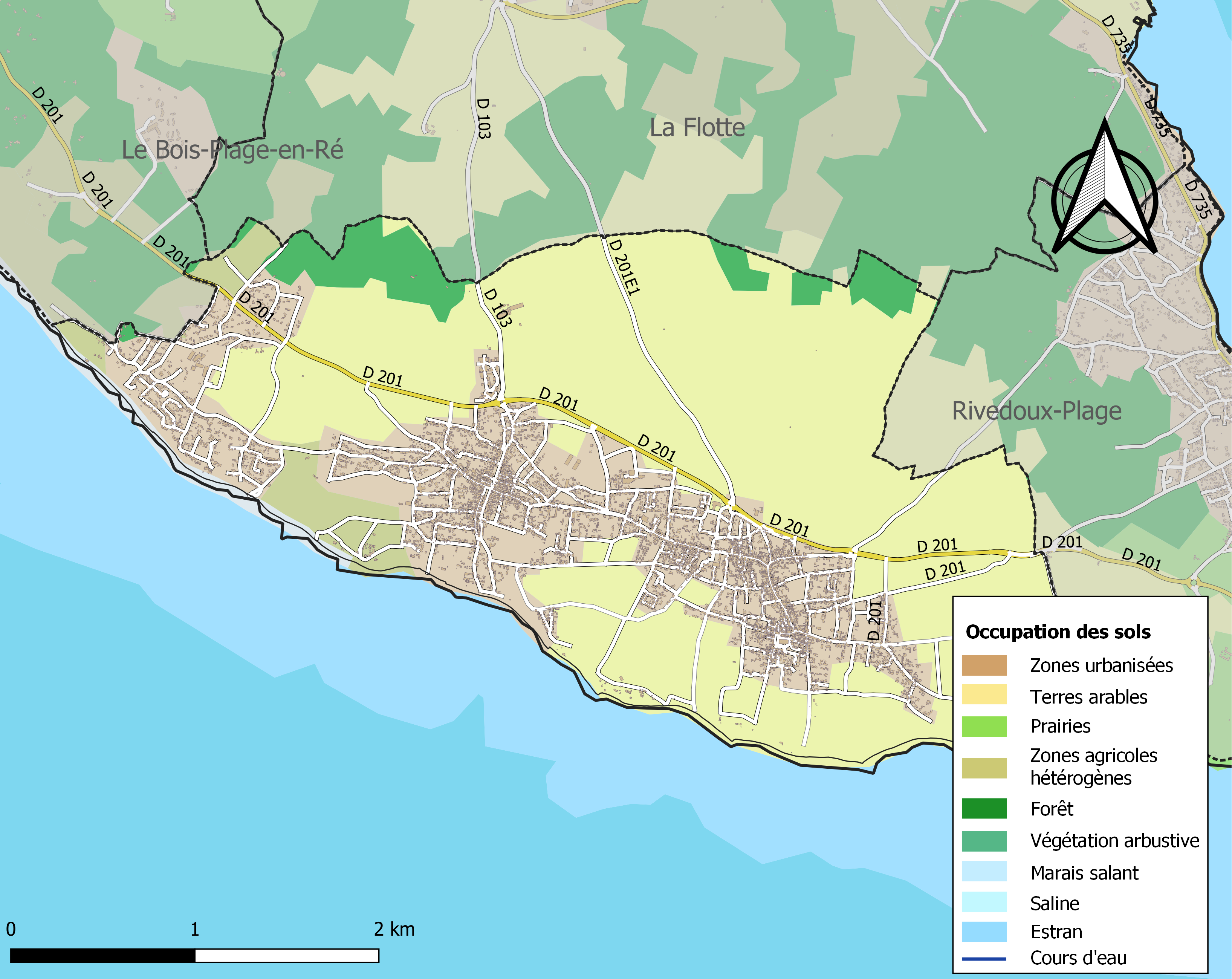
圣玛丽德雷土地利用情况地图

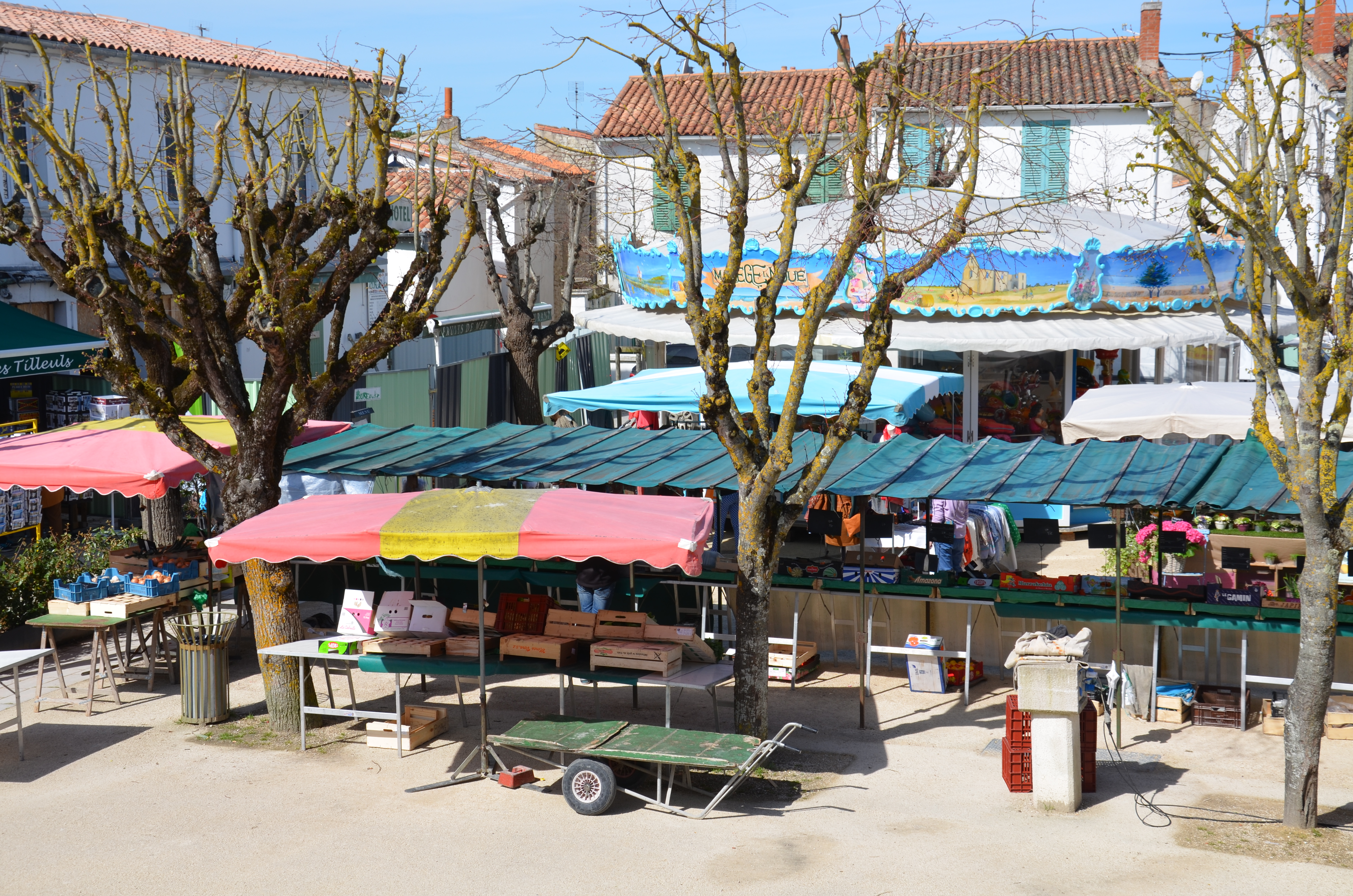
圣玛丽德雷镇中心的集市

### 教育
圣玛丽德雷属于普瓦捷学区。截至2023年1月1日，圣玛丽德雷境内共有2所幼儿园和1所小学。

### 医疗
截至2023年1月1日，圣玛丽德雷境内共有全科医生5名、保健师4名、牙医2名、护士5名、药房1家、养老院1家。
距离圣玛丽德雷最近的区域性医疗机构为拉罗谢尔雷欧尼医疗集团（Groupe Hospitalier de La Rochelle Ré Aunis），其下属的圣奥诺雷中心医院（Centre Hospitalier Saint Honoré）位于圣马丹德雷，距离圣玛丽德雷市区的正常车程大约10分钟，该院设有床位196个，是雷岛上规模最大的公立综合性医院。

### 住房
2021年，圣玛丽德雷境内共有各类住房3,472套，其中93.1%为独立式住宅，3.2%为集中式住宅。常住房屋占圣玛丽德雷市镇范围内居民建筑总量的45.5%。2023年，圣玛丽德雷的居住税率为10.96%，不动产税率为35.04%（其中空置土地的不动产税率为40.44%）。
在住房保障政策方面，2023年，圣玛丽德雷境内共有320户家庭获得了家庭津贴补助，受益人数占总人口数量的9.4%，其中60份为房租补助。

### 商业
2021年，圣玛丽德雷境内共有各类实体商铺94家，其中餐厅10家、大型超市1家、杂货店2家、面包房4家、肉铺1家、书店2家、装饰品店1家、美容美发店5家、汽车维修店2家。圣玛丽德雷镇中心建有一家家乐福超市。

### 体育
2023年，圣玛丽德雷境内共有1家游泳池、1间体育馆、1处网球场、1处马术场以及1处足球或橄榄球场。
截至2025年6月，圣玛丽德雷境内暂无任何注册足球俱乐部。

### 环境
圣玛丽德雷的环境事务由其所属的雷岛市镇公共社区联合各级政府协调负责。2021年，圣玛丽德雷境内暂无污染企业。

### 治安
2024年，圣玛丽德雷市镇范围内累计记录各类案件94起，其中盗窃类案件53起，人身侵犯类案件8起，毒品交易类案件2起。

## 文化

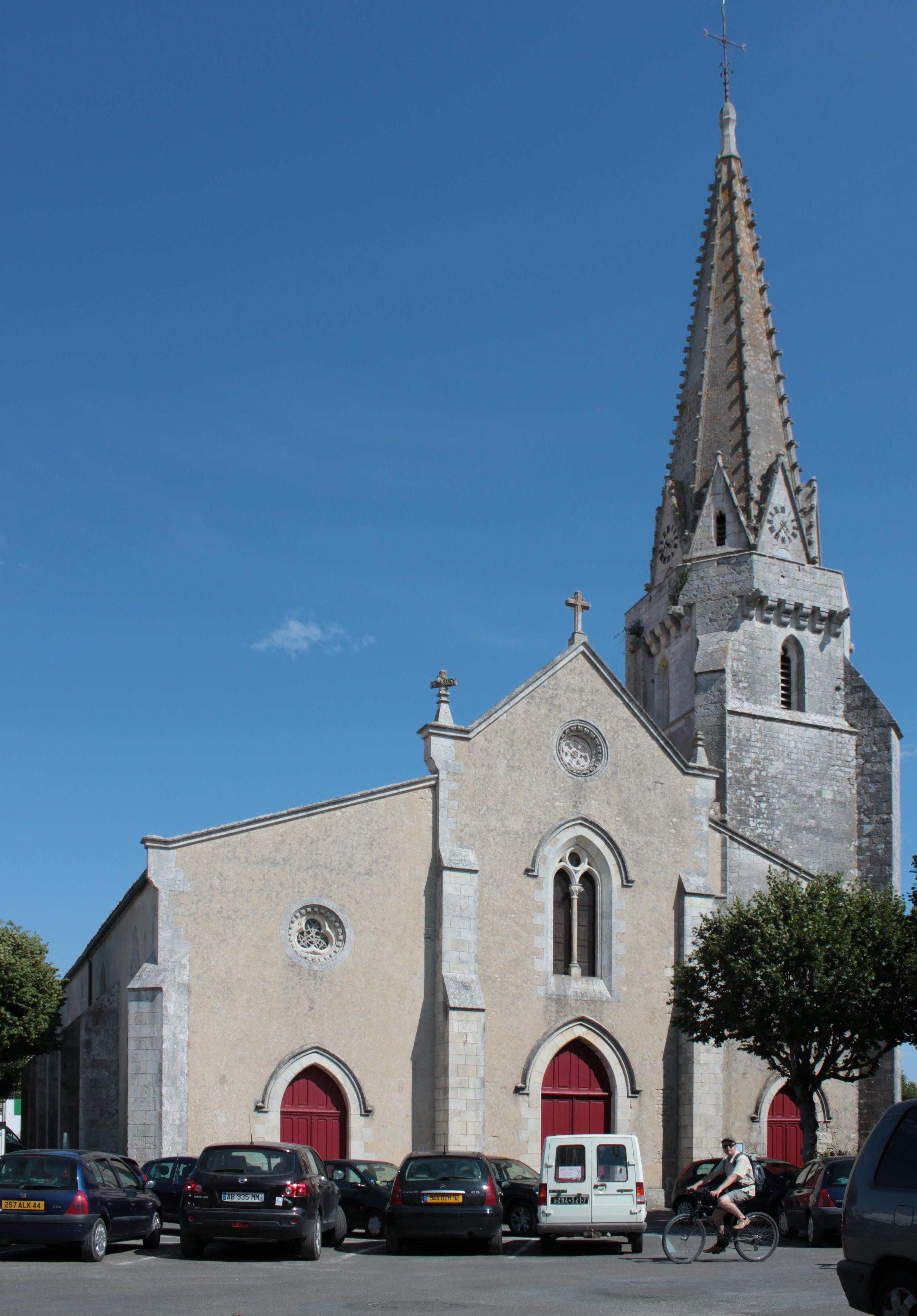
圣母升天教堂

2021年，圣玛丽德雷境内暂无任何文化设施。圣玛丽德雷境内建有市政多媒体中心（Médiathèque municipale），每周二、三、五、六向公众开放。

### 建筑
截至2025年6月，圣玛丽德雷境内共有1处建筑被列入法国国家文物保护单位，为圣母升天教堂。

### 旅游
圣玛丽德雷的旅游事务由其所属的雷岛市镇公共社区联合各级政府协调负责。2024年，圣玛丽德雷境内共有7家酒店共计248间房间；另有4个露营地，可容纳共668辆露营车。

### 媒体
法国主要的媒体均可在圣玛丽德雷接收，法国电视三台下属的新阿基坦大区频道在部分时段播出圣玛丽德雷所在滨海夏朗德省的地方新闻。Ici拉罗谢尔、云雀广播、《西南报》、《拉罗谢尔日报》等为当地主要的地方性媒体。

## 友好城市
截至2025年6月，圣玛丽德雷暂未建立任何友好城市关系。